# Marcin Kuś
Marcin Kuś (Varsavia, 2 settembre 1981) è un ex calciatore polacco, di ruolo difensore.